# Amsterdam Nieuw-West
Nieuw-West is een stadsdeel van de gemeente Amsterdam in de Nederlandse provincie Noord-Holland. Het stadsdeel werd als deelgemeente ingesteld in 2010 en is een samenvoeging van de vroegere stadsdelen Geuzenveld-Slotermeer, Slotervaart en Osdorp. Na afschaffing van de deelgemeenten als bestuurslaag, werd een deel van de taken van de Amsterdamse stadsdelen overgenomen door bestuurscommissies. De Amsterdamse stadsdelen zijn daarmee geen deelgemeenten meer.
Sinds 1 januari 2015 is van Westpoort het gedeelte ten westen van de A10 (Ringweg Amsterdam) toegevoegd aan Stadsdeel Nieuw-West.

## Nieuw-West
Nieuw-West is het gedeelte in het westen van Amsterdam dat na de Tweede Wereldoorlog werd gebouwd. Sinds 1990 omvatte dit gebied de stadsdelen Geuzenveld-Slotermeer, Slotervaart en Osdorp en een stukje van Bos en Lommer, het gedeelte ten westen van de Ringweg A10 (de 'Kolenkitbuurt').
De basis hiervoor werd gelegd in het Algemeen Uitbreidingsplan uit 1935. De wijken zijn gebouwd volgens de open bebouwingswijze, met veel groen tussen de bebouwing. De Westelijke Tuinsteden werden in de jaren vijftig en zestig van de 20e eeuw gebouwd. In het midden van het gebied ligt de Sloterplas, die gegraven werd voor de zandwinning ten behoeve van de ophoging van de omliggende tuinsteden. Ook de Nieuwe Meer werd tot een diepte van circa 30 meter uitgegraven voor deze zandwinning. De Sloterplas met het omliggende Sloterpark vormen het hart van de Westelijke Tuinsteden.
Tot de Westelijke Tuinsteden behoren: Slotermeer, Geuzenveld, Slotervaart, Overtoomse Veld en Osdorp. In de jaren negentig kwamen nog enkele nieuwe uitbreidingen tot stand in Nieuw-West: de wijken Oostoever Sloterplas, Nieuw Sloten en De Aker.
Sinds 2001 zijn er grote werkzaamheden in uitvoering in het kader van de 'stedelijke vernieuwing'. Hiervoor is een plan gemaakt: 'Richting Parkstad 2015'. Vele duizenden woningen worden gesloopt en vervangen door nieuwbouw, waarbij tevens een deel van de oorspronkelijke opzet verloren gaat.
In maart 2007 werden Bos en Lommer en Nieuw-West aangewezen als een probleemwijk (Zie: Vogelaarwijk), waardoor zij extra aandacht en geld zullen ontvangen. Uiteindelijk zijn de volgende buurten door de gemeente Amsterdam aangewezen: Slotermeer Noord-Oost, Slotermeer Zuid-West, Geuzenveld, Osdorp Midden, Kolenkit, Slotervaart.
In ogen van veel burgers van Sloten en Oud Osdorp is de naam voor het stadsdeel ongelukkig gekozen. Immers, Sloten is de oudste plaats binnen de gemeentegrenzen van Amsterdam, en ook de naam Oud Osdorp doet anders denken.

## Herindeling stadsdelen
Sinds 1 mei 2010 bestaat Amsterdam-West uit twee stadsdelen, namelijk West en Nieuw-West, die grotendeels overeenkomen met respectievelijk het vooroorlogse (voor 1940) en naoorlogse (na 1950) deel.
Stadsdeel West is ontstaan door samenvoeging van de stadsdelen Oud-West, Westerpark, De Baarsjes en Bos en Lommer. Daarnaast is er het stadsdeel Nieuw-West door samenvoeging van de stadsdelen Geuzenveld-Slotermeer, Slotervaart en Osdorp.
- Zie ook: Herindeling stadsdelen.

### Buurten en wijken in Nieuw-West
- Andreas Ensemble

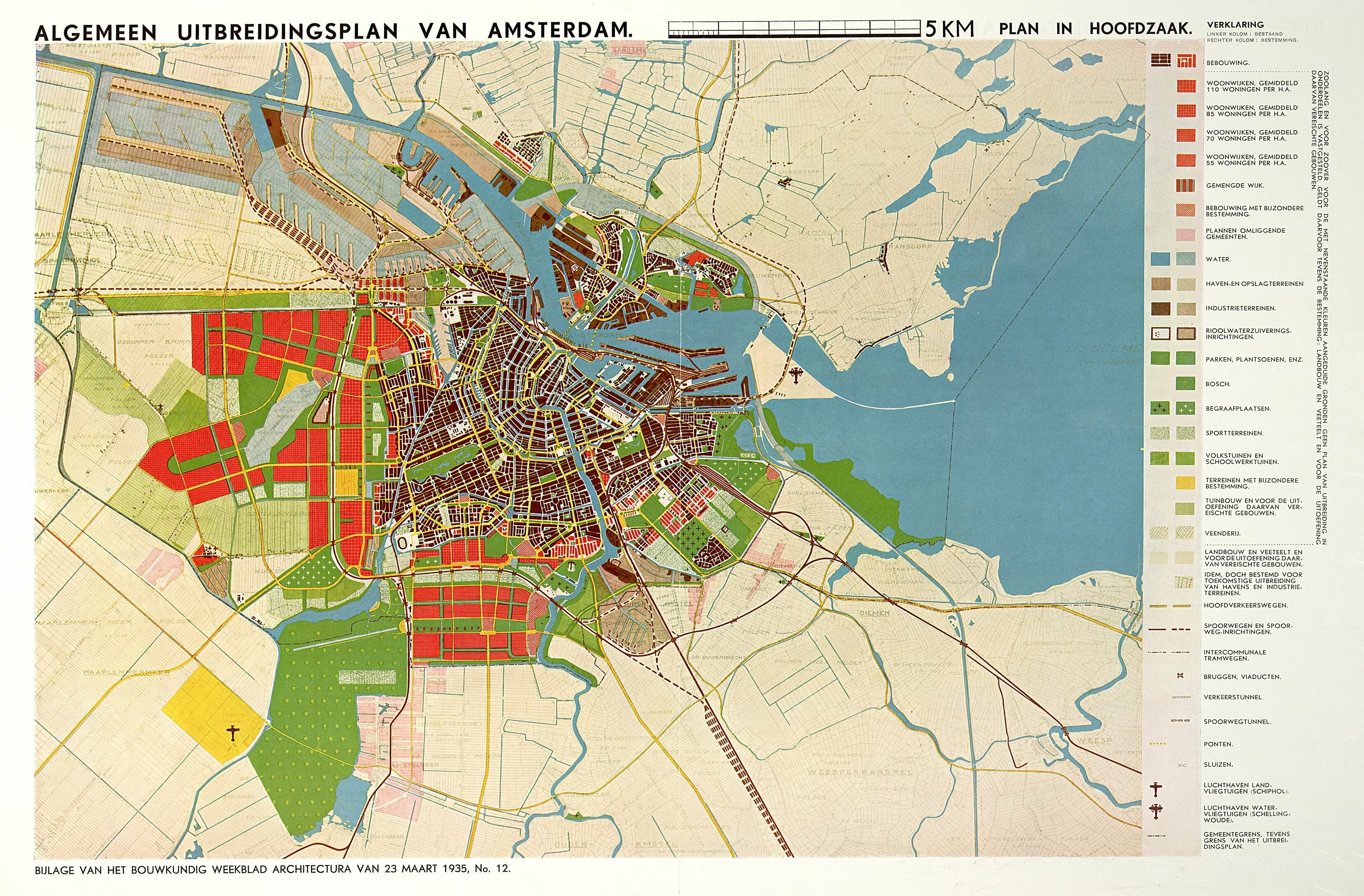
Plankaart van het Algemeen Uitbreidingsplan uit 1935, met links de Westelijke Tuinsteden.

- Delflandpleinbuurt / Koningin Wilhelminaplein
- Geuzenveld
- Eendracht
- Lutkemeer en Ookmeer
- Middelveldsche Akerpolder en dorp Sloten
- Nieuw Sloten
- Noorderhof
- Oostoever
- Osdorp-Oost
- Osdorp-Midden
- Osdorp-West
- Overtoomse Veld
- Spieringhorn
- Slotermeer-Noordoost
- Slotermeer-Zuidwest
- Sloterparkwijk
- Sloterpoort
- Staalmanpleinbuurt

### Wijkindeling volgens het stadsdeel
Vanaf voorjaar 2011 is het stadsdeel in de volgende wijken ingedeeld:
- Wijk 1: Slotervaart-Zuid: Sierplein, Staalmanplein, Delflandplein, Wilhelminaplein en Andreas Ensemble
- Wijk 2: Slotervaart-Overtoomse Veld-Noord: Sloterparkwijk, Jacob Geelbuurt, Overtoomse Veld en Rembrandtpark
- Wijk 3: Slotermeer-Oost: Dichtersbuurt, Couperusbuurt, Dobbebuurt, Noorderhof, Slotermeer-Noord
- Wijk 4: Slotermeer-West: Wijsgerenbuurt, Lodewijk van Deijsselbuurt, Jan de Louterbuurt en de Brettenzone
- Wijk 5: Geuzenveld
- Wijk 6: Nieuw-West-Midden: Suha-Buurt, Wiedijkbuurt, Wildemanbuurt, Osdorpplein, Sloterpark en Sloterplas met oevers.
- Wijk 7: Osdorp-West: De Punt, Reimerswaalbuurt, Zuidwest Kwadrant en Osdorperpolders
- Wijk 8: De Aker
- Wijk 9: Sloten en Nieuw-Sloten: Sloten, Nieuw Sloten en de noordelijke oeverlanden van Nieuwe Meer

In 2014 heeft de bestuurscommissie een indeling in 4 gebieden vastgesteld:
- Slotervaart: Slotervaart-Noord (2) en Slotervaart-Zuid (1)
- Geuzenveld-Slotermeer: Geuzenveld (5), Slotermeer-West (4) en Slotermeer-Oost (3)
- Osdorp: Osdorp-West (7) en Nieuw-West-Midden (6)
- De Aker, Sloten en Nieuw Sloten: De Aker (8) en Sloten (dorp) en Nieuw-Sloten (9)

Het gebied De Aker en (Nieuw) Sloten omvat delen van de voormalige stadsdelen Osdorp en Slotervaart.
Een deel van het gebied Westpoort (het Westelijk Havengebied en het bedrijvengebied Sloterdijk) is door de Gemeente Amsterdam per 2015 ook bij Nieuw-West ingedeeld. Het bij stadsdeel Nieuw-West behorende gebied betreft onder andere de bedrijventerreinen: Teleport; omgeving Station Sloterdijk), Sloterdijk II (omgeving Basisweg), Sloterdijk III (bedrijventerrein Abberdaan) en Sloterdijk IV (De Heining). Het groengebied Lange Bretten en het Geuzenbos behoorden al tot dit stadsdeel. Deze terreinen zijn gevoegd bij het bovengenoemde "gebied" Geuzenveld-Slotermeer, het grotere gebied heeft daarom de naam Geuzenveld-Slotermeer-Sloterdijken gekregen.

### Uitslagen van de verkiezingen in Nieuw-West (2010 t/m 2022)
Zetelverdeling na de verkiezingen voor de stadsdeelraad (29 zetels) in maart 2010 en voor de bestuurscommissie (15 zetels) in maart 2014, maart 2018 en maart 2022:
| Partij                     | 2010 | 2014 | 2018 | 2022 |
| -------------------------- | ---- | ---- | ---- | ---- |
| PvdA                       | 11   | 3    | 3    | 3    |
| D66                        | 3    | 3    | 1    | 2    |
| VVD                        | 5    | 2    | 4    | 2    |
| SP                         | 2    | 2    | 2    | -    |
| GL                         | 3    | 1    | 4    | 3    |
| BNW’81                     | 3    | 1    | -    | -    |
| CDA                        | 1    | 1    | -    | 1    |
| Tulpen voor Amsterdam      | 1    | -    | -    | -    |
| Multicultureel Plus Partij | -    | 1    | -    | -    |
| Partij van de Ouderen      | -    | 1    | -    | -    |
| DENK                       | -    | -    | 3    | 3    |
| 50PLUS                     | -    | -    | 1    | -    |
| GBW                        | -    | -    | -    | 1    |
| GBP                        | -    | -    | -    | 1    |
| FVD                        | -    | -    | -    | 1    |
|                            |      |      |      |      |
| Totaal                     | 29   | 15   | 18   | 17   |

De onderstreepte getallen vormen de uit onderhandelde bestuurscoalitie.
Het in april 2014 aangestelde dagelijks bestuur bestond uit de commissieleden Achmed Baâdoud (PvdA) (voorzitter), Ronald Mauer (D66) en Erik Bobeldijk (SP).
Het in april 2018 aangestelde dagelijks bestuur bestond uit de commissieleden Emre Ünver (GL, voorzitter), Ronald Mauer (D66) en Erik Bobeldijk (SP).
Het in maart 2022 aangestelde dagelijks bestuur bestaat uit de commissieleden Emre Ünver (GL, voorzitter), Nazmi Türkkol (D66) en Sandra Doevendans (PvdA).